# San Martín del Valledor
San Martín del Valledor (asturisch Samartín) ist eine Parroquia und ein Ort in der Gemeinde Allande der Autonomen Gemeinschaft Asturien im Norden Spaniens.
Die 83 Einwohner (2011) leben auf einer Fläche von 54,40 km². Pola de Allande, der Verwaltungssitz der Gemeinde, liegt 87,80 km entfernt.

## Sehenswürdigkeiten
- Pfarrkirche San Martín del Valledor
- Torre del Valledor aus dem 17. Jahrhundert

## Dörfer und Weiler
| Name                    | asturisch   | Einwohner | Lage                    |
| ----------------------- | ----------- | --------- | ----------------------- |
| Aguanes                 |             | 6         | 43.155074 -6.768132 479 |
| Busvidal                |             | 17        | 43.200374 -6.817367 771 |
| Coba                    |             | 1         | 43.177429 -6.765846 453 |
| Cornollo                | Cornolyo    | 6         | 43.171052 -6.816564 512 |
| El Engertal             | El Enxertal | 4         | 43.206617 -6.758162 626 |
| La Furada               |             | 4         | 43.169584 -6.757946 600 |
| Paradas                 |             | 3         |                         |
| El Provo                |             | 0         | 43.21622 -6.752592 499  |
| Robledo                 | Robredo     | 1         | 43.184615 -6.766253 443 |
| Rubieiro                |             | 0         | 43.169463 -6.769303 609 |
| Salcedo                 |             | 5         | 43.201287 -6.761514 657 |
| San Martín del Valledor |             | 0         | 43.177909 -6.774097 436 |
| Tremado                 | Tremao      | 19        | 43.170021 -6.790356 405 |
| Villasonte              |             | 17        | 43.190919 -6.764622 524 |